# Hongqi CA770
Der Hongqi CA770 ist eine Repräsentationslimousine, die der chinesische Automobilhersteller First Automotive Works (FAW) von 1965 bis 1981 produzierte. Das Modell stand ausschließlich staatlichen Einrichtungen und der Führung der KPC zur Verfügung und wurde bis in die 1990er-Jahre hinein regelmäßig bei öffentlichen Veranstaltungen eingesetzt. Zahlreiche Details zu Technik und Produktion sind ungeklärt. Auf der Basis des CA770 entstanden die Modelle CA771, CA772 und CA773, die sich vom CA770 vor allem durch abweichende Längen unterschieden.

## Entstehungsgeschichte
First Automotive Works (FAW) begann 1953 mit der Produktion von Lastkraftwagen, die auf sowjetischen Konstruktionen beruhten. Mit der Mittelklasselimousine Dongfeng CA71, die ein Nachbau des französischen Simca Vedette war, entstand 1958 der erste Personenkraftwagen des Unternehmens, der allerdings nicht über das Prototypenstadium hinauskam. Im gleichen Jahr stellte FAW eine auf Initiative der Parteispitze entwickelte Repräsentationslimousine vor, die den Markennamen Hongqi (Kurzzeichen: 红旗; nach älteren Transkriptionen auch Hongki oder HongShi, deutsch: Roten Fahne; englisch offiziell „Red Flag“) erhielt. Der Hongqi CA72 war Anfang das 1960er-Jahre der einzige in Serie gefertigte Oberklassefahrzeug Chinas, das das von Beijing Automobile Works entwickelte Konkurrenzmodell Beijing CB4 verdrängte. Bis 1965 entstanden von dem CA72 etwa 200 Exemplare. 1965 erschien mit dem Hongqi CA770 das Nachfolgemodell, das in technischer Hinsicht weitgehend dem CA72 entsprach, aber eine überarbeitete Karosserie hatte. Der CA770 blieb 15 Jahre lang im Programm. Hongqi entwickelte in dieser Zeit zwar einige stilistisch eigenständige Prototypen für ein Nachfolgemodell, sie gingen jedoch nicht in Serie. Nach zehnjähriger Pause erschien mit Unterstützung von Volkswagen bzw. Audi der äußerlich in Teilen neu gestaltete Hongqi CA7560.

## Modellbeschreibung

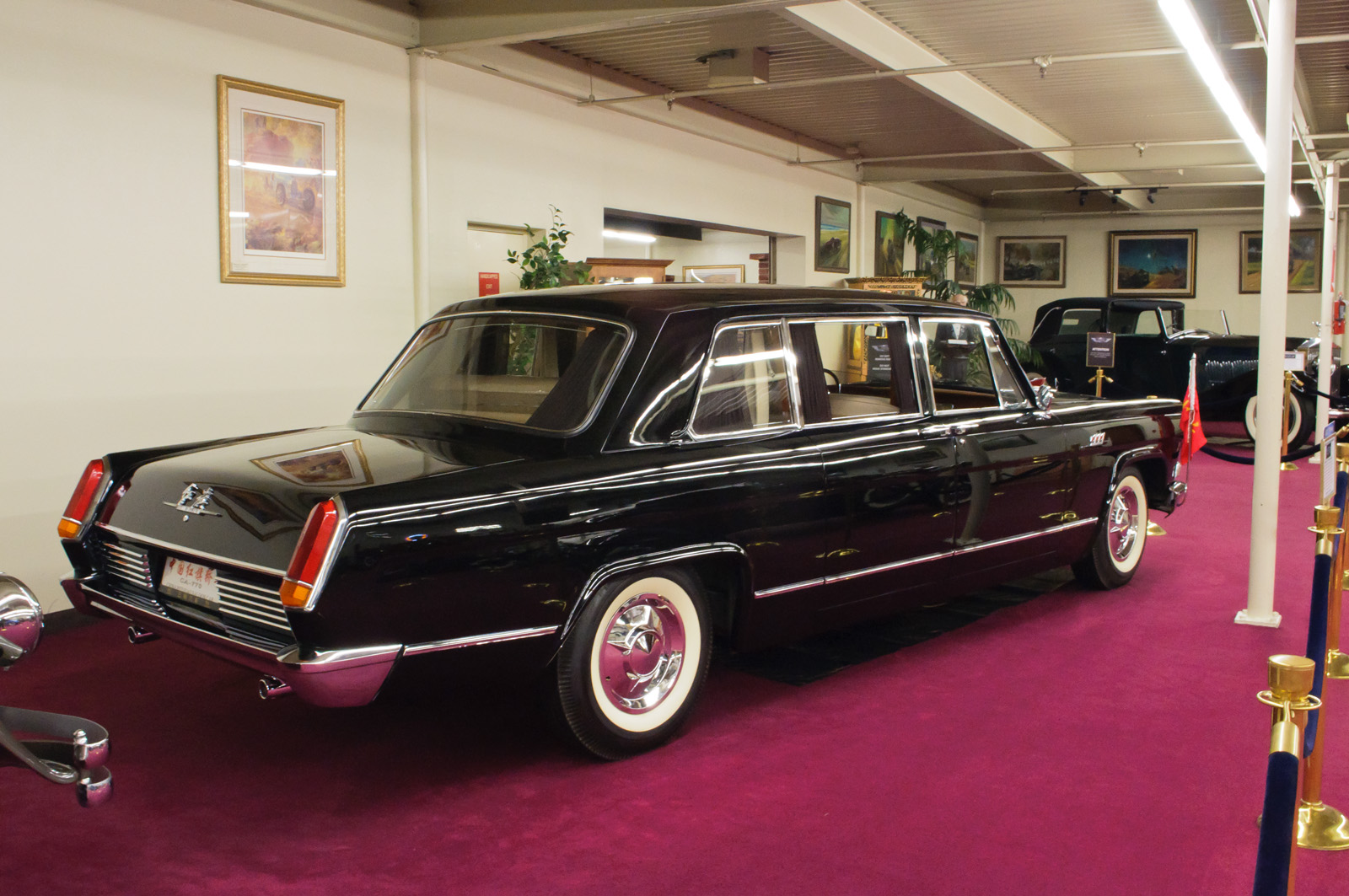
Im Vergleich zum Vorgänger versachlichte Linienführung: Hongqi CA770

Der Hongqi CA770 basierte auf dem 1958 vorgestellten CA72, der – je nach Quelle – entweder ein Nachbau der 1955er Chrysler-Modelle oder die Kopie eines sowjetischen ZIL-111 war.
Der Hongqi CA770 übernahm die Technik des CA72 ohne Veränderungen. Er hatte den gleichen Leiterrahmen aus Stahl mit zusätzlichen Kreuzverstrebungen. Vorne waren die Räder an Querlenkern und Schraubenfedern einzeln aufgehängt, hinten wurde eine Starrachse mit Blattfedern verwendet. Als Antrieb diente der bereits im CA72 verwendete, 5,6 Liter große Achtzylinder-Ottomotor vom Typ Hongqi 8V100Q, der nach einigen Quellen auf eine Chrysler-Konstruktion zurückging. Seine Leistung war gegenüber dem CA72 auf 220 PS (162 kW) angehoben worden. Der Zylinderbankwinkel betrug 90 Grad; die Kurbelwelle war fünffach gelagert. Die Gemischaufbereitung des mit 7,7:1 verdichteten Motors erfolgte mittels eines Doppelvergasers. Die Kraft wurde über ein automatisch geschaltetes Zweiganggetriebe auf die Hinterräder übertragen. Einige Quellen geben allerdings eine Dreigangautomatik an.
Die Karosserie des CA770 war neu gestaltet. Die Designer waren bemüht, das Auto niedriger und gestreckter erscheinen zu lassen als den Vorgänger. Die Flanken waren glatter, die Zierstreifen waren anders positioniert und die Radausschnitte waren neu gestaltet. Der Kühlergrill war schlichter gestaltet; er bestand aus 40 vertikal angeordneten Chromstreben. Die Stoßstangen, die nach wie vor verchromt waren, hatten keine Hörner mehr. Der trapezförmige Aufbau hatte vier Seitenfenster. Im Innenraum gab es drei Sitzreihen; insgesamt waren acht Sitzplätze vorgesehen.

## Besondere Karosserieversionen
Im Laufe der Jahre fertigte Hongqi einige Exemplare des CA770 mit besonderen Karosserieversionen:
- Der Hongqi CA770J war ein Vollcabriolet auf dem ungekürzten Fahrgestell des CA770. Das Fahrzeuge wurde bei Paraden zu Repräsentationszwecken eingesetzt. Im Fahrgastraum waren Haltegriffe angebracht, sodass die Passagiere bei geöffnetem Verdeck stehen konnten. Von 1965 bis 1972 fertigte FAW fünf Exemplare des Modells. Drei von ihnen existieren heute noch.[14] Ein Exemplar, das die Bezeichnung CA770JG erhielt, war zum Schutz der Passagiere mit einer zusätzlichen Glasplatte vor dem Fahrgastraum ausgestattet.
- Der Hongqi CA770TJ war eine Landaulet-Version des CA770. Während der Fahrerbereich voll verkleidet war, befand sich über dem Fahrgastraum ein zurückklappbares Verdeck. 1984 fertigte Hongqi zwei Exemplare dieses Modells. Anlass war der 35. Jahrestag der Volksrepublik China.[16]
- In den 1970er-Jahren erhielten drei Exemplare des CA770 einen Kombiaufbau. Die als CA770L bezeichneten Autos verblieben im Werk.
- Von 1972 bis 1975 wurden insgesamt drei Fahrzeuge als Krankenwagen aufgebaut (Hongqi CA770H). Die Grundstruktur der Stufenhecklimousine blieb erhalten, allerdings war die Kofferraumklappe deutlich erhöht.[17]
- Drei Exemplare erhielten einen Pick-up-Aufbau.
- Ein Bestattungsfahrzeug auf der Basis des CA770 war zwar projektiert, wurde aber nicht realisiert.

## Produktion und Verbreitung
Der Hongqi CA770 wurde im FAW-Werk in Changchun (Mandschurei) in Handarbeit hergestellt. Die Produktion erfolgte nicht kontinuierlich. Vielmehr wurden, wenn entsprechender Bedarf bestand, jeweils stoßartig Kleinserien aufgelegt. Von 1965 bis 1981 fertigte FAW insgesamt 847 Exemplare des CA770.
Nur vereinzelt gelangten Exemplare nach Europa und in private Hände. Ein CA770 wurde 1975 bei einer Ausstellung in Köln gezeigt.

## Abgeleitete Modelle
Auf der Basis des CA770 entstanden einige weitere Modelle, die sich vom CA770 vor allem durch abweichende Längen und die Anzahl der Sitze unterschieden.
- Der Hongqi CA 771 war eine viertürige Limousine zwei Sitzreihen und verkürztem Radstand, die von 1967 bis 1971 hergestellt wurde. Die hinteren Türen waren vorn angeschlagen. Die C-Säule schloss sich unmittelbar an die hinteren Türen an.[21] In dieser Zeit entstanden je nach Quelle 127 oder 129 Exemplare des CA771.[12]
- Der Hongqi CA772 war eine gepanzerte Ausführung des CA770. Das Gewicht des Wagens betrug 5000 kg. Von diesem Modell entstanden 12 Exemplare, die alle 1972 hergestellt wurden.
- Der Hongqi CA773 war eine viertürige Limousine mit zwei Sitzreihen, die nach Maßgabe ihrer Länge zwischen dem längeren CA770 und dem kürzeren CA771 positioniert war. Die hinteren Türen waren – anders als beim CA771, aber ebenso wie beim CA770 – hinten angeschlagen, und zwischen den hinteren Türen und der D-Säule befand sich ein weiteres Fenster.[21] Von 1969 bis 1976 fertigte Hongqi insgesamt 291 Einheiten dieses Modells.